# NGC 5302
NGC 5302 ist eine linsenförmige Galaxie vom Hubble-Typ SB0-a im Sternbild Zentaur und schätzungsweise 155 Millionen Lichtjahre von der Milchstraße entfernt.
Sie wurde am 30. März 1835 von John Herschel mit einem 18-Zoll-Spiegelteleskop entdeckt, der dabei „F, R, gbM, 30 arcseconds“ notierte.

## NGC 5302-Gruppe (LGG 359)
| Galaxie   | Alternativname | Entfernung/Mio. Lj |
| --------- | -------------- | ------------------ |
| NGC 5302  | PGC 49007      | 155                |
| NGC 5304  | PGC 49090      | 160                |
| IC 4325   | PGC 48908      | 166                |
| PGC 48894 | MCG -05-33-005 | 187                |
| PGC 49095 |                | 520(?)             |